# Corée du Nord aux Jeux olympiques d'hiver de 1992
La Corée du Nord participe aux Jeux olympiques d'hiver de 1992, organisés à Albertville en France. Cette nation prend part aux Jeux olympiques d'hiver pour la cinquième fois de son histoire. La délégation nord-coréenne, formée de 20 athlètes (9 hommes et 11 femmes), remporte une médaille de bronze.

## Médaillée
| Médaille | Nom          | Discipline                           | Épreuve           |
| -------- | ------------ | ------------------------------------ | ----------------- |
| Bronze   | Hwang Ok-sil | Patinage de vitesse sur piste courte | 500 mètres femmes |